# BPz 3 Büffel
A Bergepanzer 3 Büffel (röviden: BPz 3) egy műszaki mentő harckocsi, amelyet a Leopard 2 alvázát felhasználva fejlesztett ki és gyárt a német Rheinmetall vállalat. A Büffel német nyelven bivalyt jelent, a járművet angolul ARV 3 Buffalo néven is emlegetik. Elsődleges feladata mozgásképtelen harckocsik és más nehéz járművek vontatása, javításuk elősegítése. Ehhez egy 30 tonna teherbírású daru és egy 180 méternyi drótkötéllel ellátott csörlő áll rendelkezésére, amely 35 tonnányi vonóerővel bír. A vonóerő csigák közbeiktatásával kétszeresére, vagyis 70 tonnára növelhető. Egy Leopard 2 harckocsiban a meghajtó egységet –  ez az ún. power-pack, amely a motort és a váltót is magában foglalja – mintegy 25-30 perc alatt lehet kicserélni a Büffel segítségével. 

A Magyar Honvédség 9 darab Büffel műszaki mentőharckocsit rendszeresít: az első 2022 szeptemberében érkezett meg Magyarországra. A magyar Büffelek deFNder fegyverrendszerrel lesznek felszerelve a későbbiekben. A jármű védelmét ROSY ködgránátvetők is segítik majd.

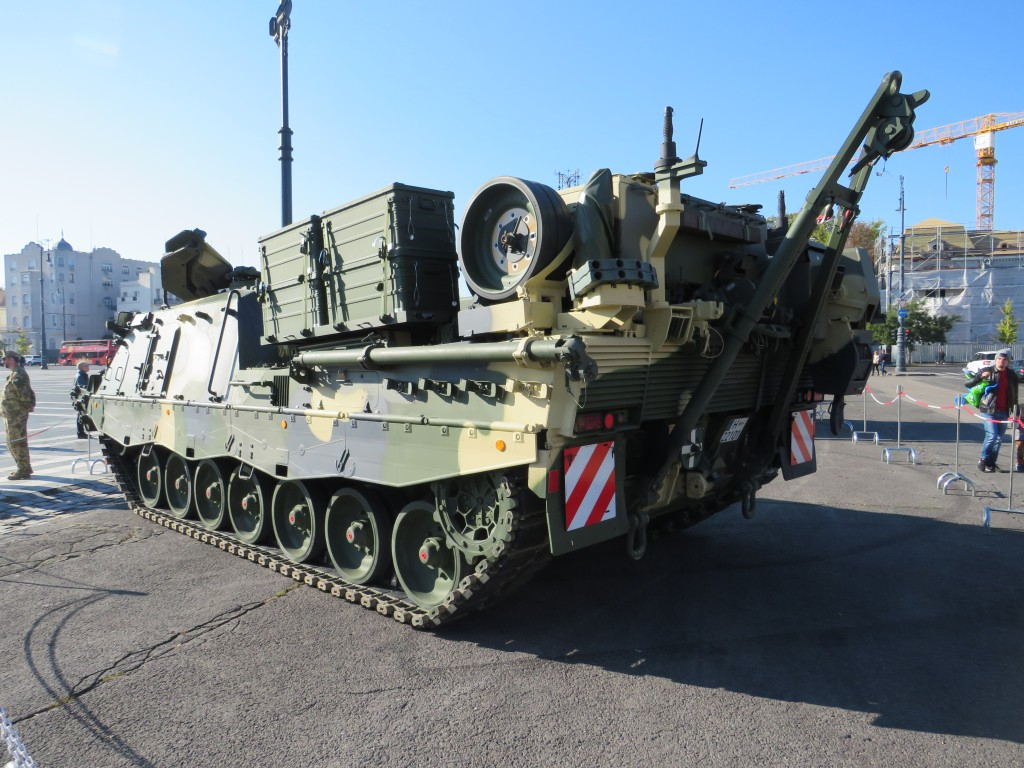
Egy „Bivaly” magyar színekben
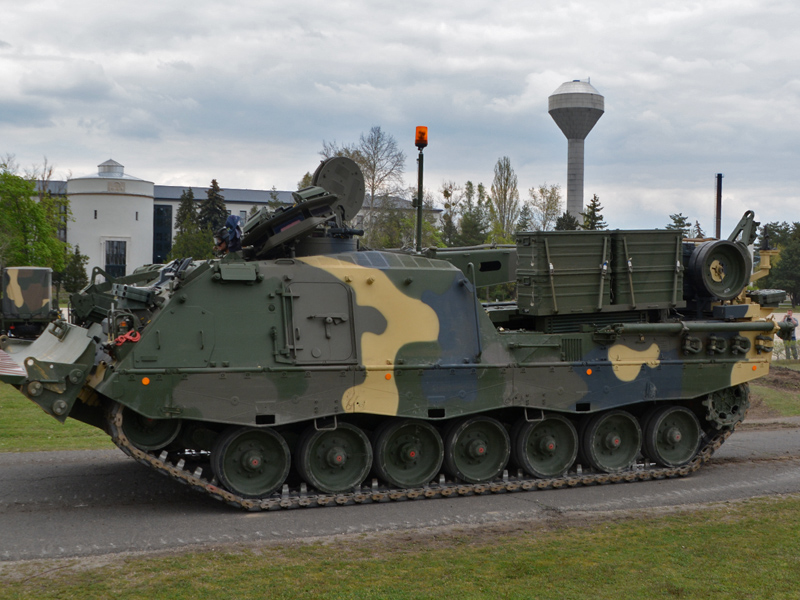
Egy magyar Büffel oldalról
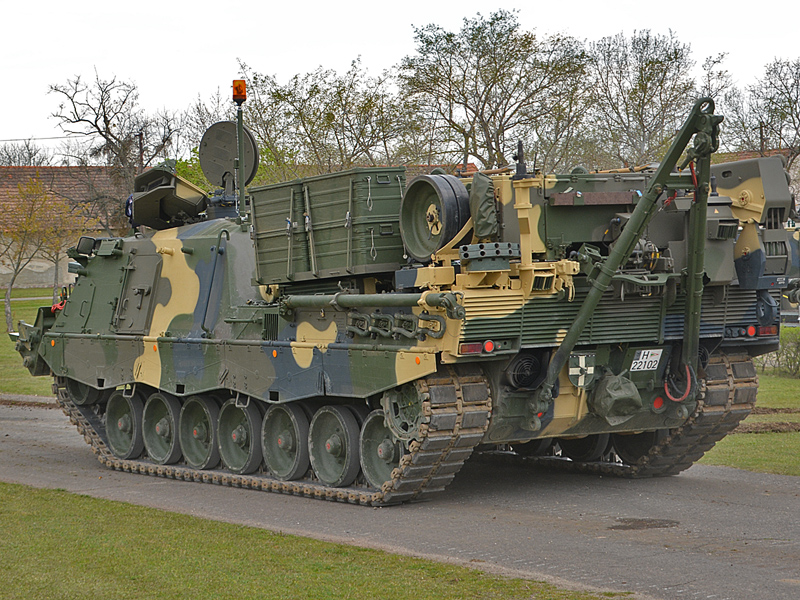
A Magyar Honvédség egyik Büffel járműve
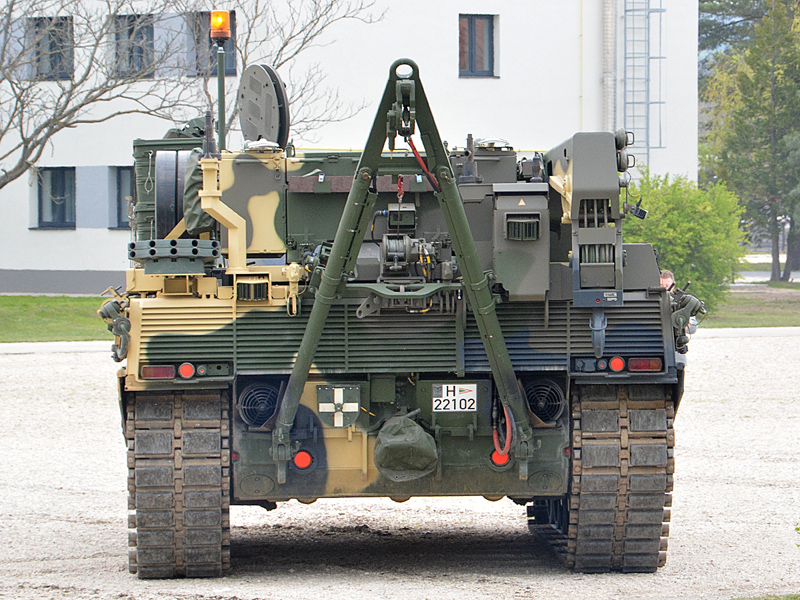
Egy honvédségi Büffel hátulról
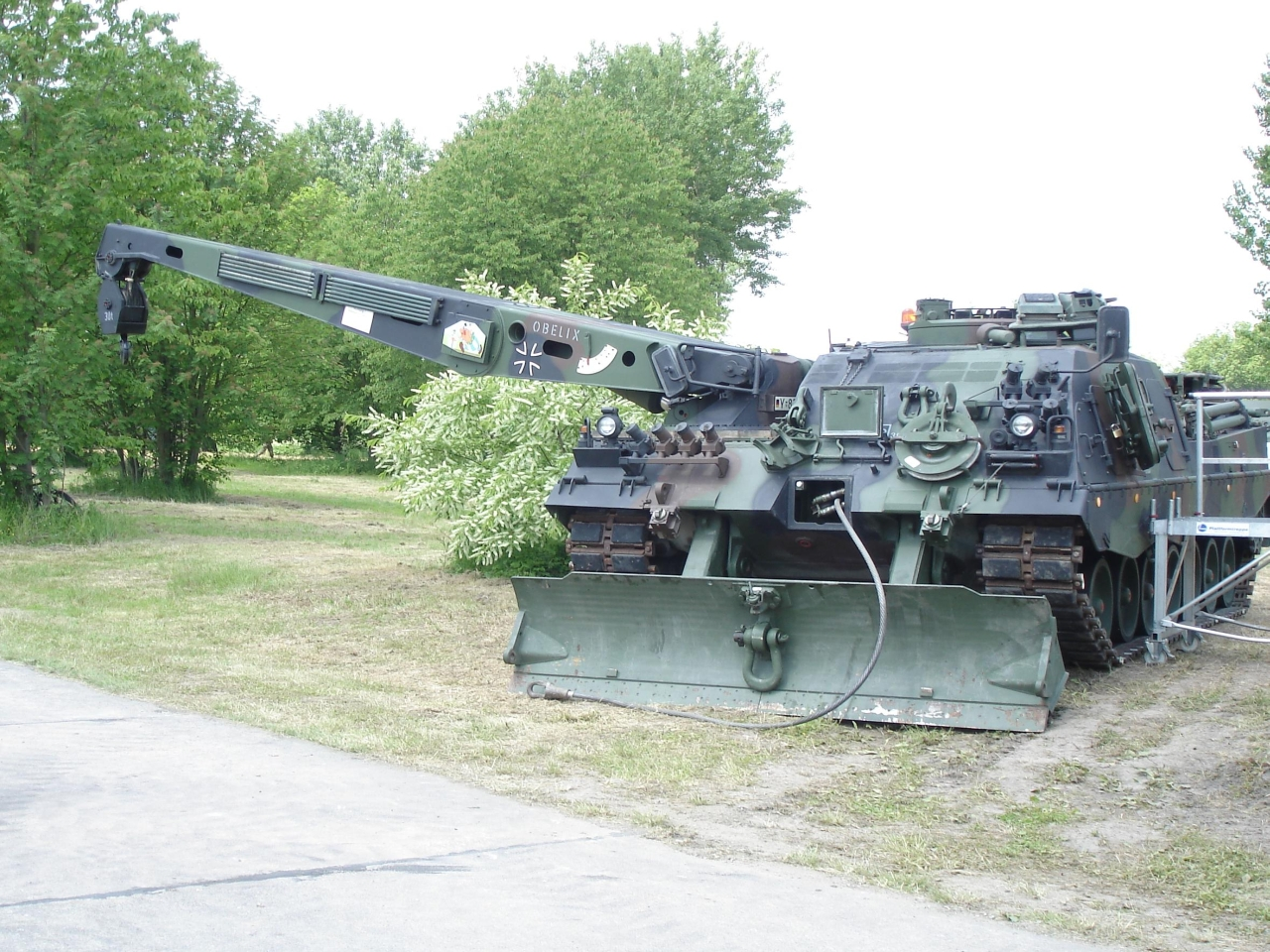
Büffel „kinyújtott” daruval